# Моргантон (Джорджія)
Моргантон (англ. Morganton) — місто (англ. city) в США, в окрузі Феннін штату Джорджія. Населення — 285 осіб (2020).

## Географія
Моргантон розташований за координатами 34°52′33″ пн. ш. 84°14′36″ зх. д. / 34.87583° пн. ш. 84.24333° зх. д. (34.875709, -84.243329).  За даними Бюро перепису населення США в 2010 році місто мало площу 2,16 км², з яких 2,15 км² — суходіл та 0,01 км² — водойми. В 2017 році площа становила 2,05 км², з яких 2,03 км² — суходіл та 0,02 км² — водойми.

## Демографія
Згідно з переписом 2010 року, у місті мешкали 303 особи в 121 домогосподарстві у складі 79 родин. Густота населення становила 140 осіб/км².  Було 142 помешкання (66/км²).
Расовий склад населення:
| - 99,0 % — білих |

До двох чи більше рас належало 0,7 %. Частка іспаномовних становила 0,3 % від усіх жителів.
За віковим діапазоном населення розподілялося таким чином: 22,8 % — особи молодші 18 років, 56,7 % — особи у віці 18—64 років, 20,5 % — особи у віці 65 років та старші. Медіана віку мешканця становила 44,8 року. На 100 осіб жіночої статі у місті припадало 94,2 чоловіків;  на 100 жінок у віці від 18 років та старших — 90,2 чоловіків також старших 18 років.
Середній дохід на одне домашнє господарство  становив 45 422 долари США (медіана — 37 250), а середній дохід на одну сім'ю — 52 821 долар (медіана — 50 313). Медіана доходів становила 35 455 доларів для чоловіків та 33 438 доларів для жінок. За межею бідності перебувало 18,7 % осіб, у тому числі 36,6 % дітей у віці до 18 років та 9,0 % осіб у віці 65 років та старших.
Цивільне працевлаштоване населення становило 139 осіб. Основні галузі зайнятості: публічна адміністрація — 18,7 %, мистецтво, розваги та відпочинок — 18,0 %, виробництво — 16,5 %.